# IS-елементи
IS-елементи або інсерційні елементи (від англ. insertion sequences) — короткі ділянки ДНК, що діють як прості мобільні генетичні елементи. IS-елементи мають дві головні характеристики: вони менші за решту типів мобільних генетичних елементів (зазвичай від 700 до 2500 пар основ завдовжки) та кодують лише білки, залучені в процес транспозиції (на відміну від транспозонів, що зазвичай несуть допоміжні гени, корисні для організму-хазяїна, такі як гени резистентності). Цими білками зазвичай є транспозаза, яка каталізує процес транспозиції даного IS-елементу, і регуляторний білок, що стимулює або інгібує цю активність. По боках кодуючої ділянки IS-елементу зазвичай розташовуються інвертовані повтори.
Наприклад, відомий IS911 (1250 пар основ) обрамлений двома інвертованими повторами 36 пар основ завдовжки, між якими знаходяться гени orfA і orfAB, що майже перекриваються та кодують транспозазу (OrfAB) і регуляторний білок (OrfA).
Найчастіше IS-елементи називають у формі ISn, де n — натуральне число (тобто IS1, IS2, IS3, IS10, IS50, IS911 тощо); проте існують і інші схеми найменування. Хоча переважна більшість IS-елементів знайдена в геномах прокаріотів, кілька еукаріотичних послідовностей родини мобільних генетичних елементів Tc1/mariner можуть розглядатися як IS-елементи.

Ілюстрація ролі IS-елементів у складі композитного транспозону

IS-елементи можуть траплятися як поодинці, так і у складі композитних (складних) транспозонів; в такому випадку два IS-елементи обрамляють один або більше допоміжних генів, наприклад генів резистентності (наприклад, Tn10, Tn5). Це не є єдиними типом транспозонів, існують і одиничні транспозони, що не містять IS-елементів (наприклад, Tn7).